# Martin Wight
 Robert James Martin Wight (1913-1972) était l'un des plus grands spécialistes britanniques des relations internationales du XXe siècle. Il est l'auteur de Power Politics (dont la première édition a eu lieu en 1946; une édition revue et augmentée est parue en 1978), ainsi que de l'essai fondateur "Why Is There No International Theory?" (publié pour la première fois dans la revue International Relations en 1960 et republié dans la collection éditée Diplomatic Investigations en 1966). Il a été un enseignant renommé à la fois à la London School of Economics et à l'Université de Sussex, où il a été le doyen fondateur des études sur l'Europe.
Wight est souvent associé au comité britannique sur la théorie de la politique internationale - "britannique" pour le distinguer d'un organisme américain qui avait été fondé sous des auspices similaires – et à l'école anglaise de théorie des relations internationales. Son œuvre, ainsi que celle du philosophe australien John Anderson, a exercé une influence durable sur la pensée de Hedley Bull, auteur de l'un des textes les plus lus sur la nature de la politique internationale, The Anarchical Society (1977).

## Biographie
Martin Wight est né le 26 novembre 1913 à Brighton, dans le Sussex. Il a fréquenté le Bradfield College et, en 1931, il est allé au Hertford College d'Oxford afin d'étudier l'histoire moderne. Il a obtenu un diplôme de première classe et est resté à Oxford durant une courte période après s'être engagé dans des recherches universitaires. Pendant son séjour à Oxford, il devint pacifiste et, en 1936, il publia une défense passionnée et érudite du « pacifisme chrétien » dans la revue Theology . À peu près à cette époque, il s'est également impliqué dans le travail de Dick Sheppard et de sa Peace Pledge Union.
En 1937, Wight rejoint le personnel du Royal Institute of International Affairs ( Chatham House ). Il y travailla aux côtés du directeur des études de l'Institut, l'historien Arnold J. Toynbee. Ils ont entretenu une étroite relation intellectuelle au fil des décennies de collaboration. En 1938, Wight a quitté Chatham House et a pris un travail en tant que professeur d'Histoire à Haileybury. Deux ans plus tard, cependant, il ne peut plus assurer sa place d'enseignant au sein de l'université : après avoir été appelé au service militaire, Wight choisit de s'inscrire comme objecteur de conscience, et l'une des conditions de l'acceptation de sa candidature par le tribunal était qu'il cesse d'enseigner. À la demande de Margery Perham, il retourna à Oxford pour travailler, pendant le reste de la Seconde Guerre mondiale, dans le cadre d'un projet de recherche portant sur constitutions coloniales. Wight a publié trois livres sur ce sujet : The Development of the Legislative Council (1946), The Gold Coast Legislative Council (1947) et British Colonial Constitutions (1952).

## Les années d'après-guerre
En 1946, Wight est recruté par David Astor, alors rédacteur en chef de The Observer, pour agir comme correspondant du journal lors des sessions inaugurales des Nations unies à Lake Success. Être le témoin direct des premières querelles diplomatiques à l'ONU a renforcé son scepticisme quant à la possibilité d'une coopération durable entre États souverains - un point de vue reflété dans la première édition de son Power Politics (1946). En 1947, Wight retourna à Chatham House, collaborant avec Toynbee à la production des Surveys of International Affairs couvrant les années de guerre et contribuant à son A Study of History . Au bout de deux ans, il a été embauché comme lecteur au département des relations internationales de la London School of Economics. Au sein de ce département, Wight a donné des conférences sur les organisations internationales et plus tard sur la théorie internationale, ces dernières conférences devenant influentes dans ce qui est devenu connu sous le nom de «l'école anglaise des relations internationales». Ironiquement, ces conférences ont été données pour la première fois aux États-Unis, à l'Université de Chicago, où Wight a passé un trimestre en 1957. Reconstituée et publiée en 1990, International Theory : The Three Traditions cherche à donner un sens à l'histoire de la pensée sur la politique internationale en la divisant en catégories de réalisme, de rationalisme et de révolutionnisme, parfois connues sous le nom de traditions machiavélique, grotienne et kantienne.
En 1959, Wight est invité par l'historien de Cambridge Herbert Butterfield à rejoindre le comité britannique sur la théorie de la politique internationale, un groupe initialement financé par la Fondation Rockefeller. Il a présenté à ce comité ses déclarations les plus définitives sur la théorie internationale, notamment "Les valeurs occidentales dans les relations internationales" et un essai sur "L'équilibre des pouvoirs", tous deux publiés par la suite dans Diplomatic Investigations (1966). Ses contributions au Comité de la fin des années 1960 et du début des années 1970 ont été rassemblées après sa mort par Hedley Bull et publiées sous le titre Systems of States (1977).
En 1960, Wight quitte la LSE pour devenir doyen fondateur des études européennes et professeur d'histoire à la nouvelle université du Sussex. Là, il a consacré une grande partie de son temps au développement du programme distinctif de cette université, le cours d'études européennes reflétant sa conviction que les étudiants devraient apprendre non seulement l'histoire européenne, mais aussi les classiques, la littérature et les langues.

## Héritage
Wight est décédé, à l'âge de 58 ans, le 15 juillet 1972. Ce n'est qu'après sa mort que certains des écrits pour lesquels il est le plus connu ont vu le jour. Depuis le début des années 1980 – en particulier après l'article de Roy Jones « The English School – a Case for Closure » et « The Enigma of Martin Wight » de Michael Nicholson (tous deux dans la revue Review of International Studies, 1981) – Wight a fini par être vu comme une figure centrale de l'« école anglaise de théorie des relations internationales ». Son enseignement à la LSE dans les années 1950 est souvent considéré comme ayant eu une forte influence sur l'orientation des études internationales en Grande-Bretagne ; ses essais publiés à titre posthume ont clairement servi de stimulant majeur à la renaissance de «l'école anglaise» dans les années 1990.
Michael Nicholson affirme qu'au sein de «l'école anglaise», Wight est tenu en particulièrement haute estime.

## Œuvres choisies
Wight a écrit de nombreuses critiques, principalement pour The Observer et International Affairs, mais ses principaux ouvrages sont les suivants :
- - "Christian Pacifism", Theology, 33:193 (July 1936), pp. 12–21.
  - Letter on "Christian Pacifism", Theology 33:198 (December 1936), pp. 367–368.
  - "The Tanaka Memorial", History 27 (March 1943), pp. 61–68.
  - Power Politics Looking Forward Pamphlet, no. 8 (London: Royal Institute of International Affairs, 1946).
  - The Development of the Legislative Council 1606–1945, vol. 1 (London: Faber & Faber, 1946).
  - "Sarawak", New Statesman and Nation 31, 8 June 1946, pp. 413–414.
  - "The Realist’s Utopia", on E. H. Carr, The Twenty Year’s Crisis, The Observer, 21 July 1946, p. 3.
  - The Gold Coast Legislative Council (London: Faber & Faber, 1947).
  - "The Church, Russia and the West", A Ecumenical Review: a Quarterly, 1:1 (Autumn 1948), pp. 25–45.
  - "History and Judgment: Butterfield, Niebuhr and the Technical Historian", The Frontier: A Christian Commentary on the Common Life, 1:8 (August 1950), pp. 301–314.
  - With W. Arthur Lewis, Michael Scott & Colin Legum, Attitude to Africa (Harmondsworth: Penguin, 1951).
  - Preface & amendments to revised edition of Harold J. Laski, An Introduction to Politics (London: Allen & Unwin, 1951).
  - British Colonial Constitutions 1947 (Oxford: Clarendon, 1952) en ligne.
  - "Spain and Portugal", "Switzerland, The Low Countries, and Scandinavia", "Eastern Europe", "Germany" & "The Balance of Power" in A. J. Toynbee & F. T. Ashton-Gwatkin (eds.) Survey of International Affairs 1939–1946: The World in March 1939 (London: Oxford University Press & Royal Institute of International Affairs, 1952), pp.138–150, pp. 151–165, pp. 206–292, pp. 293–365 & pp. 508–532.
  - Note on A (III) (a) Annex I "Spiritual Achievement and Material Achievement", "The Crux for an Historian brought up in the Christian Tradition" & numerous notes in Arnold J. Toynbee, A Study of History, vol. VII (London: OUP & RIIA, 1954), pp. 711–715 & pp. 737–748.
  - "What Makes a Good Historian?", The Listener 53:1355, 17 February 1955, pp. 283–4
  - "War and International Politics", The Listener, 54:1389, 13 October 1955, pp. 584–585.
  - "The Power Struggle within the United Nations", Proceedings of the Institute of World Affairs, 33rd session (Los Angeles: USC, 1956), pp. 247–259.
  - "Brutus in Foreign Policy: The Memoirs of Sir Anthony Eden", International Affairs vol. 36, no. 3 (July 1960), pp. 299–309.
  - "Are they Classical", Times Literary Supplement 3171, 7 December 1962, p. 955 & 3176, 11 January 1963, p. 25.
  - "The Place of Classics in a New University", Didaskalos: The Journal of the Joint Association of Classical Teachers, 1:1 (1963), pp. 27–36.
  - "Does Peace Take Care of Itself", Views 2 (1963), pp. 93–95.
  - "European Studies" in D. Daiches (ed.), The Idea of a New University: An Experiment in Sussex (London: Andre Deutsch, 1964), pp. 100–119.
  - "Why is there no International Theory?", "Western Values in International Relations" & "The Balance of Power" in Herbert Butterfield & Martin Wight (eds.), Diplomatic Investigations: Essays in the Theory of International Politics (London: Allen & Unwin, 1966), pp. 17–34, pp. 89–131 & pp. 149–175.
  - "The Balance of Power and International Order", in Alan James (ed.), The Bases of International Order: Essays in honour of C. A. W. Manning (London: OUP, 1973), pp. 85–115.
  - "Arnold Toynbee: An Appreciation", International Affairs 52:1(January 1976), pp.11–13.
  - Systems of States ed. Hedley Bull, (Leicester: Leicester University Press, 1977). en ligne
  - "Is the Commonwealth a Non-Hobbesian Institution?", Journal of Commonwealth and Comparative Politics, 26:2 (July 1978), pp. 119–135.
  - "An Anatomy of International Thought", Review of International Studies 13 (1987), pp. 221–227.
  - International Theory: The Three Traditions ed. Gabriele Wight & Brian Porter (Leicester & London: Leicester University Press, 1991) en ligne.
  - Power Politics (2nd ed.) edited by Hedley Bull & Carstaan Holbraad (Leicester: Leicester University Press, 1995).
  - "On the Abolition of War: Observations on a Memorandum by Walter Millis", in Harry Bauer & Elisabetta Brighi (eds.), International Relations at LSE: A History of 75 Years (London: Millennium Publishing Group, 2003), pp. 51–60.
  - Four Seminal Thinkers in International Theory: Machiavelli, Grotius, Kant and Mazzini ed. Gabriele Wight & Brian Porter (Oxford: Oxford University Press, 2005). http://ukcatalogue.oup.com/product/9780199273676.do
  - "Fortune's Banter", in Michele Chiaruzzi, Martin Wight on Fortune and Irony in Politics (New York: Palgrave Macmillan, 2016), pp. 79–114.
  - "Interests of States": in Michele Chiaruzzi, "Interests of States: Un Inedito di Martin Wight", Il Pensiero Politico 51:3 (2018), pp. 427–444.
  - International Relations and Political Philosophy ed. David Yost (New York: Oxford University Press, 2022).

### Lectures complémentaires
- Tim Dunne, Inventing International Society: A History of the English School, Basingstoke, England, Macmillan, 1998
- (it) Brunello Vigezzi, « Il 'British Committee on the Theory of International Politics' (1958–1985) », dans Hedley Bull et Adam Watson (éds.), L’Espansione della Societa’ Internazionale, Milan, Jaca Book, 1994, xi–xcvii
- Brunello Vigezzi, The British Committee on the Theory of International Politics, 1954–1985: The Rediscovery of History, Milan, Unicopli, 2005